# Lingua enggano
La lingua enggano è una lingua maleo-polinesiaca parlata in Indonesia, sull'isola Enggano e sulle isolette vicine, collocate a sud di Sumatra.

## Distribuzione geografica
Secondo il censimento del 2000 vi erano circa 1500 persone che la parlavano, ed il numero era in diminuzione, per cui la lingua può considerarsi a rischio d'estinzione.

## Classificazione
Per alcuni studiosi l'enggano fa parte del sottogruppo delle lingue di Sumatra nord-occidentali appartenente alle lingue maleo-polinesiache occidentali, quindi l'albero genealogico della lingua sarebbe:
- Lingue austronesiane
  - Lingue maleo-polinesiache
    - Lingue maleo-polinesiache occidentali
      - Lingue di Sumatra nord-occidentali
        - Enggano

Altri studiosi hanno introdotto il sottogruppo delle lingue maleo-polinesiache nucleari per cui l'albero sarebbe:
- Lingue austronesiane
  - Lingue maleo-polinesiache
    - Lingue maleo-polinesiache nucleari
      - Lingue non classificabili
        - Enggano

Secondo Ethnologue.com, invece, l'enggano forma un gruppo a parte (formato da una sola lingua) della famiglia maleo-polinesiaca, quindi l'albero diverrebbe semplicemente:
- Lingue austronesiane
  - Lingue maleo-polinesiache
    - Enggano

## Fonologia
La tavola seguente presenta la fonologia dell'enggano.

### Vocali
|            | Anteriore | Centrale | Posteriore |
| ---------- | --------- | -------- | ---------- |
| Chiusa     | i         | ɨ        | u          |
| Intermedia | e         |          | o          |
| Aperta     | ɛ         | a        | ɔ          |

Secondo Kähler, le vocali hanno delle equivalenti nasali.

### Consonanti
|           |           | Bilabiale | Alveolare | Dorsale | Dorsale | Glottale |
| --------- | --------- | --------- | --------- | ------- | ------- | -------- |
| Palatale  | Velare    | Bilabiale | Alveolare |         |         | Glottale |
| Occlusiva | Sorda     | p         | t         |         | k       | ʔ        |
| Occlusiva | Sonora    | b         | d         |         | g       |          |
| Fricativa | Fricativa | f         | s         |         |         | h        |
| Fricativa | Sorda     |           |           | c (t͡ʃ)  |         |          |
| Fricativa | Sonora    |           |           | j (d͡ʒ)  |         |          |
| Nasale    | Nasale    | m         | n         | ñ       |         |          |